# مقبره سرباز گمنام (مسکو)
مقبره سرباز گمنام یادبود سربازان شوروی کشته شده در جنگ جهانی دوم است و در مسکو قرار دارد.

## نگارخانه

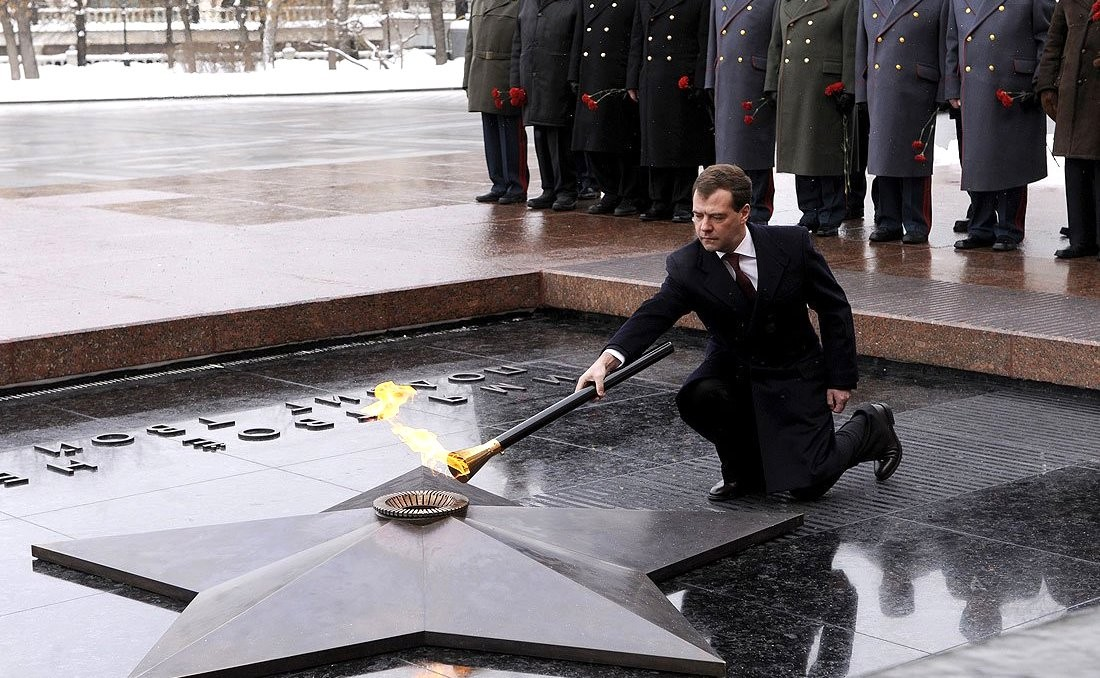
دمیتری مدودف در شعلهٔ ابدی
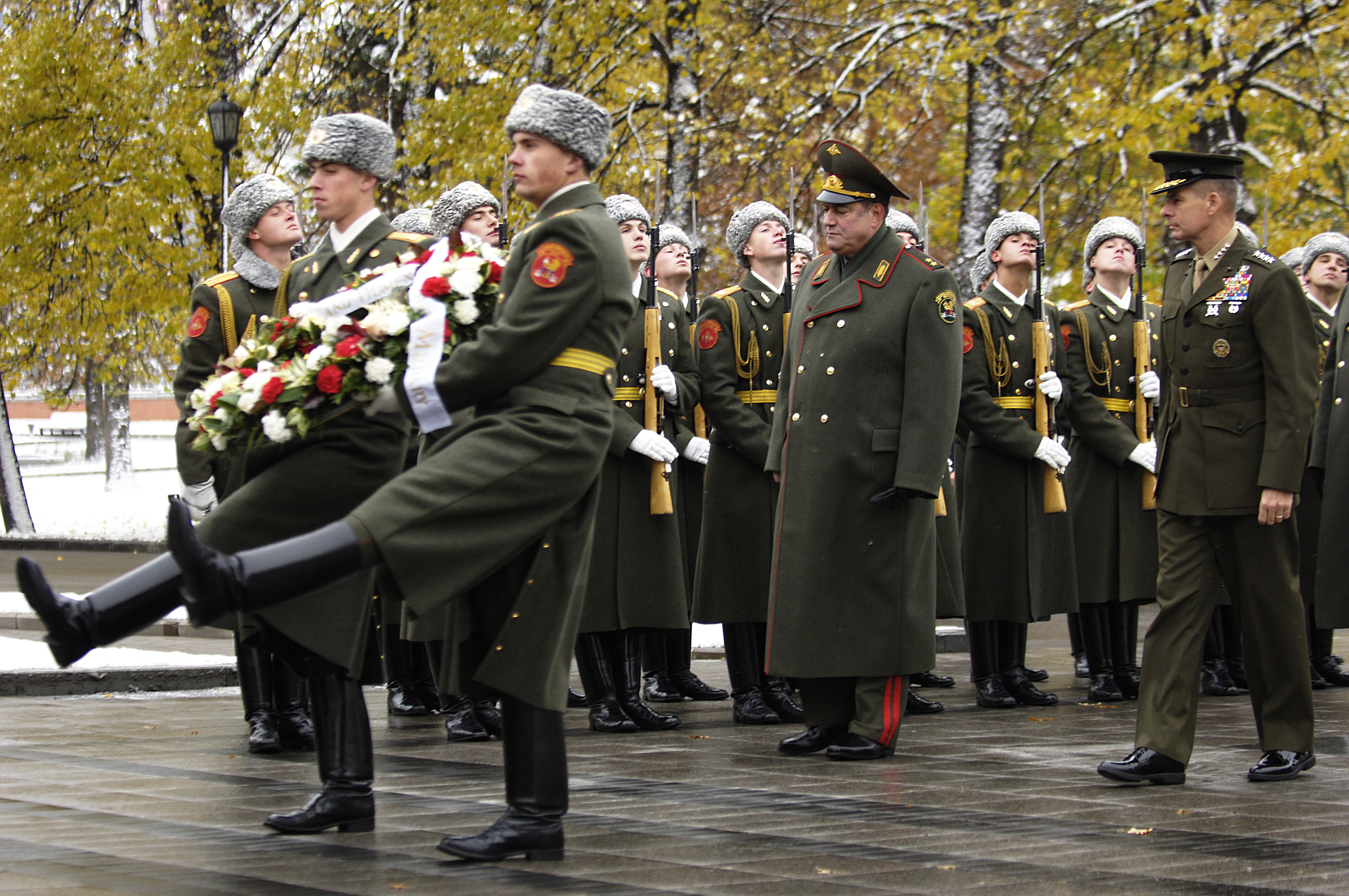
رئیس ستاد مشترک ارتش آمریکا
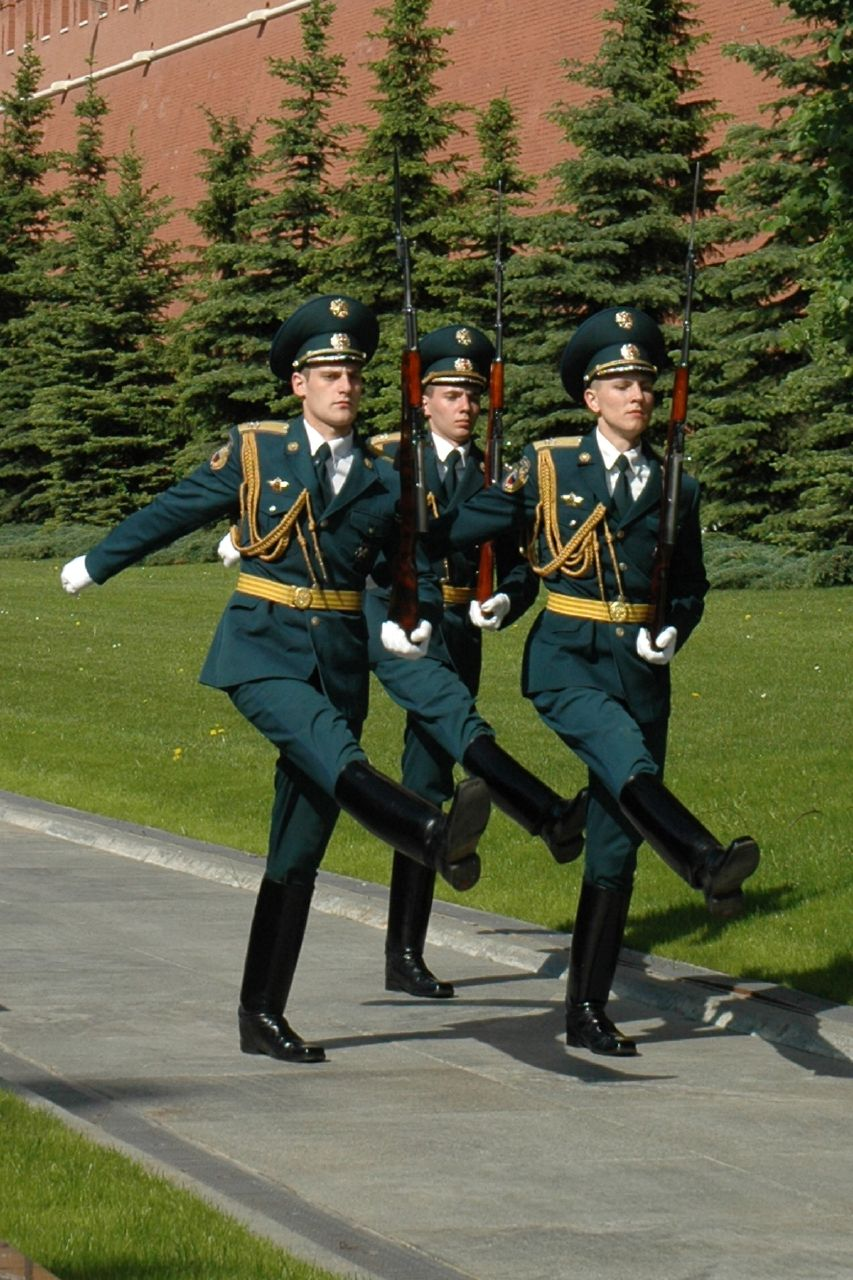